# 고르너그라트 쿨름 호텔

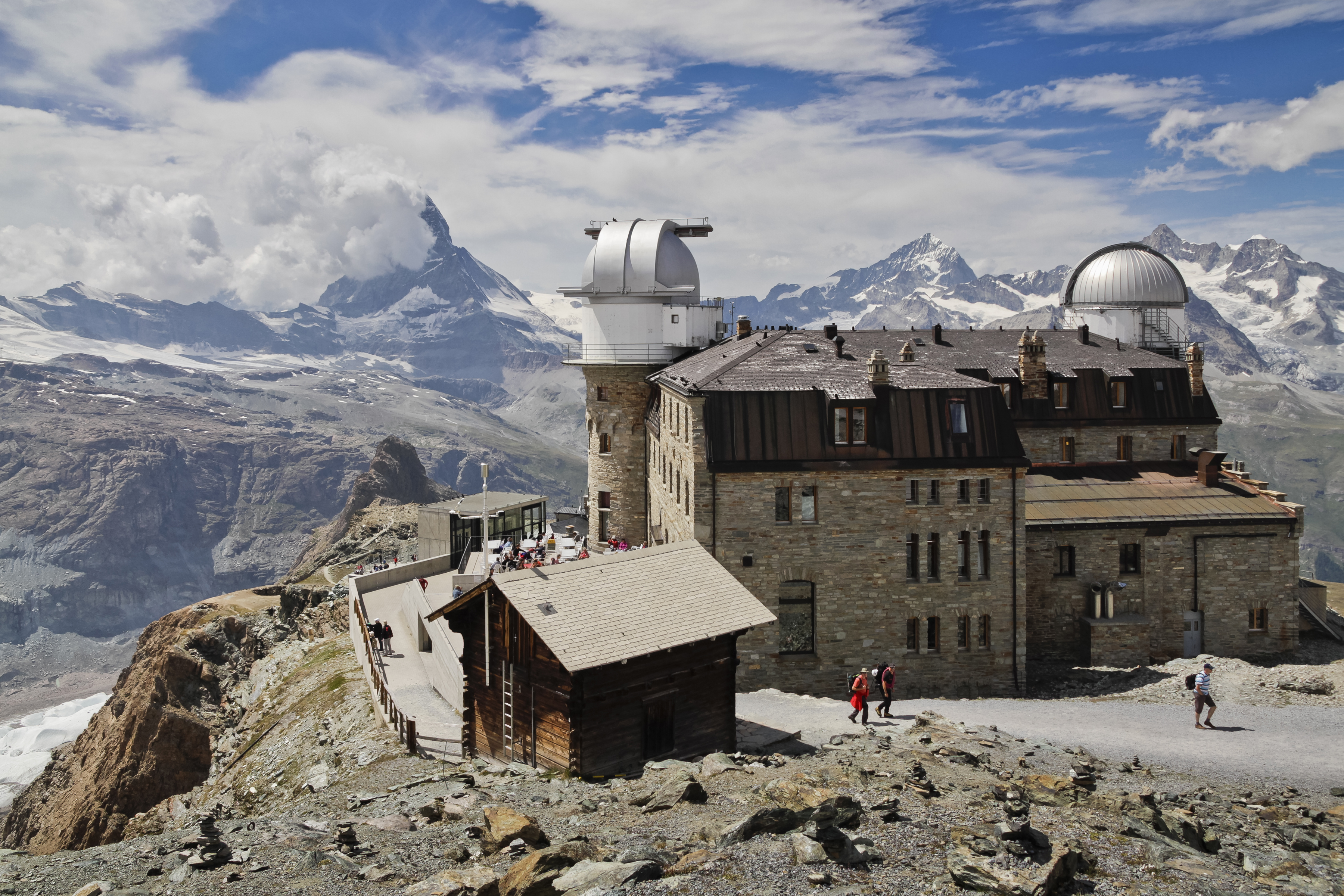

고르너그라트 쿨름 호텔(Gornergrat Kulm Hotel)은 스위스 발레주의 해발 3,120m에 위치한 고르너그라트의 호텔이자 전망대이다. 체르마트에서 고르너그라트 철도를 이용하면 종점역이 100m 떨어져 있다. 호텔에는 전망대, 2개의 레스토랑 및 작은 쇼핑몰이 있다.
최초의 호텔은 고르너그라트 랙 철도가 완성되기 2년 전인 1896년에 고르너그라트에 지어졌다. 관광객의 증가에 따라 1897년에서 1907년 사이에 현재의 더 큰 호텔이 지어졌다. 깨끗한 공기와 좋은 채광 조건을 고려하여 1996년에 호텔의 두 타워에 각각 돔을 건설했다. 남쪽 타워에는 KOSMA 망원경이 설치되었고, 북쪽 타워에는 고르너그라트 적외선 망원경이 설치되었다.